# マラト・ジャパロフ
マラト・バティルベコビッチ・ジャパロフ (カザフ語：Марат Батырбекұлы Жапаров、ラテン文字：Marat Batyrbekovich　Zhaparov、1985年8月25日 - ）はカザフ人の スキージャンプ選手である。

## 経歴
2014年冬季オリンピックにカザフスタン代表として出場し、 ノーマルヒルの予選で49位で予選敗退、ラージヒルの予選では48位を記録した。
ワールドカップ初出場は2013年11月、最高順位は2013-14シーズンの団体競技での10位。ラージヒルでの個人順位は2013-14シーズンのクーサモで記録した50位である。

## 成績

### 国際大会

#### コンチネンタルカップにおける順位
| シーズン  | 順位     | ポイント |
| --------- | -------- | -------- |
| 2010/2011 | 順位無し | 順位無し |
| 2011/2012 | 順位無し | 順位無し |
| 2012/2013 | 148.     | 15       |
| 2013/2014 | 順位無し | 順位無し |
| 2014/2015 | 140.     | 1        |

#### スキージャンプ・サマーグランプリにおける順位
| シーズン | 順位 | ポイント |
| -------- | ---- | -------- |
| 2014     | 80.  | 1        |